# Plesiadapoidea
Plesiadapoidea — вимерла надродина приматів, яка існувала в палеоцені та еоцені в Канаді, Європі та Азії.